# Sásalos
Sásalos, en grec moderne : Σάσαλος, est un village du dème de Kissamos, dans le district régional de La Canée, de la Crète, en Grèce. Selon le recensement de 2011, la population de Sásalos compte 28 habitants. Le village est situé à une altitude de 340 m et à une distance de 57,5 km de La Canée.

## Recensements de la population
| Recensements | 1900 | 1920 | 1928 | 1940 | 1951 | 1961 | 1971 | 1981 | 1991 | 2001 | 2011 |
| ------------ | ---- | ---- | ---- | ---- | ---- | ---- | ---- | ---- | ---- | ---- | ---- |
| Population   | 59   | 207  | 200  | 234  | 218  | 123  | 91   | 71   | -    | 39   | 28   |